# یودیت هرنادی
یودیت هِرنادی (به مجاری: Judit Hernádi؛ زادهٔ ۱۱ آوریل ۱۹۵۶) بازیگر و خوانندهٔ اهل مجارستان است. وی از سال ۱۹۷۴ میلادی تاکنون مشغول فعالیت بوده‌است.

## فیلم‌شناسی

### سینما
| سال تولید | نام      | کارگردان     |
| --------- | -------- | ------------ |
| ۱۹۸۱      | مفیستو   | ایشتوان سابو |
| ۱۹۸۲      | راه دیگر | کاروی ماک    |
| ۱۹۹۶      | سابو     | روبرت کولتای |